# 김현종
김현종(金鉉宗, 1959년 9월 27일 ~ )은 대한민국의 국가안보실 제2차장이자 한국외국어대학교 교수이다.

## 생애
김현종은 1959년 서울에서 태어났다. 아버지 김병연(金炳連)은 1930년 전라남도 순천에서 태어나 서울대학교 사학과 졸업하고, 코리아헤럴드 내외경제신문 회장을 지냈으며, 우루과이·노르웨이 대사를 역임하였다. 아버지를 따라 어린 시절의 외국 거주를 거쳐 초등학교 3·4학년을 서울에서 다니고 나머지는 외국에서 마쳤다. 1977년 컬럼비아 대학교에 진학해 정치학을 전공으로 학부과정과 석사과정을 마치고 1982년 컬럼비아 로스쿨에 들어가 1985년 법무박사(J.D.) 학위를 취득하며 졸업하고 뉴욕주 변호사 자격증을 땄다. 미국 대형로펌에서 4년 동안 일하고 대한민국에 돌아와 단기 석사장교로 군 복무를 마쳤다. 김·신&유 법률사무소에서 일하며 국제 상사 중재와 국내 기업의 해외투자 관련 법률상담, 지적 재산권 업무 등을 주로 맡았다. 1993년 홍익대학교 경영대 조교수로 일했다. 1995년 외교통상부 ‘WTO 분쟁해결 대책반’ 고문변호사로 위촉되었다.
2003년 세계무역기구(WTO) 수석변호사로서 노무현 대통령 당선자에게 세계 통상현안에 관해 브리핑을 한 것을 계기로 노무현 정부에서 발탁되었다. 노무현 정부에서 외교통상부 통상교섭본부장과 주유엔 대한민국 대표부 특명전권대사를 역임하며 한미FTA 타결을 추진했다. 캐나다, 인도, 멕시코, MERCOSUR, GCC, 싱가포르, EFTA, ASEAN, 미국 등 여러 국가나 국가연합과 자유무역협정(FTA) 협상을 진행했다. 그 중 싱가포르, EFTA, ASEAN, 미국과의 협상은 2007년 8월 유엔 대사로 옮기기 전에 체결했다.
2009년부터 2011년까지 삼성전자 해외법무 사장을 역임하고, 한국외국어대학교 LT학부 교수와 세계무역기구 상소기구 위원을 맡았다.
2016년 2월 18일 더불어민주당에 입당했고, 2월 25일 제 20대 총선에서 인천광역시 계양 갑 선거구 출마를 선언했다. 문재인 정부에서 2017년 통상교섭본부장으로 재임명되었고, 2019년 국가안보실 제2차장으로 임명되었다.

## 학력
- ~ 1981년 : 컬럼비아 대학교 국제정치학 학사
- ~ 1982년 : 컬럼비아 대학교 대학원 국제정치학 석사
- ~ 1985년 : 컬럼비아 대학교 로스쿨 법학 박사

## 경력
- 1985년 10월 : 미국 밀뱅크트위드 법률사무소 변호사
- 1986년 10월 : 미국 스카텐아르프스 법률사무소 변호사
- 1989년 11월 : 김신유 법률사무소 변호사
- 1993년 8월 : 홍익대학교 경영대학 무역학과 조교수
- 1995년 5월 : 외무부 고문변호사
- 외교통상부 통상교섭본부 통상전문관
- 세계무역기구 법률국 법률자문관
- 2003년 5월 ~ 2004년 7월 : 외교통상부 통상교섭조정관
- 2004년 7월 ~ 2007년 8월 : 제3대 외교통상부 통상교섭본부 본부장
- 2005년 11월 : 아시아 태평양 경제협력체 합동각료회의 공동의장
- 2005년 12월 : 제6차 세계무역기구 한국측 수석대표
- 2007년 8월 : 제21대 유엔 (UN) 주재대사
- 2007년 10월 : 유엔 (UN) 아주그룹 의장
- 2008년 1월 : 국제연합경제사회이사회 부의장
- 2009년 3월 ~ 2011년 12월 : 삼성전자 해외법무 사장
- 한국외국어대학교 LT학부 교수
- 2017년 7월 ~ 2019년 2월 : 산업통상자원부 통상교섭본부장
- 2019년 2월 28일 ~ 2021년 1월 20일 : 국가안보실 제2차장
- 2021년 1월 21일 ~ 2021년 4월: 대통령실 외교안보특별보좌관
- 2025년 2월 ~ : 더불어민주당 입당
- 2025년 2월 ~ 2025년 6월: 더불어민주당 당대표 외교안보보좌관

## 출판
- 《The Trend of Block Economy and NAFTA》 (1995)
- 《When are Government Loans Subsidies? Hanbo Steel and the Application of the WTO Subsidies Agreement》 (1998)
- 《김현종, 한미 FTA를 말하다》 (홍성사, 2010)

## 수상
- 2009년 : 황조근정훈장

## 기타
- 당시 한국의 FTA 협상 대표였던 외교통상부 김현종 통상교섭본부장이 미국 초국적 제약회사에 불리한 '약가 적정화 방안'이 시행되지 않도록 노력했고, 이 정책이 청와대에서 논의 중이라는 사실을 미국 대사관에 미리 귀띔까지 해줬다는 사실도 이번 위키리크스가 공개한 문서를 통해 확인됐다. 2006년 7월 25일 미국 대사관이 작성한 문서에 따르면 김 본부장은 전날 버시바우 대사에게 전화를 걸어 "한국 정부가 '약가 적정화 방안'을 담은 건강보험법 개정을 입법 예고하지 않도록 필사적으로 싸웠다(fighting like hell)"라고 전했다.
- 2016년 3월 김현종은 자신의 블로그를 통해 위 내용에 대해 다음과 같이 설명하였다. "위키리크스에 관한 질문도 있었습니다. 국제무대에서 상대국과 협상할 때는 국익을 챙기는 것이 최대 목표입니다. 그 목표를 달성하기 위해서는 상대 국가에 허위정보를 흘릴 수도 있습니다. 미국이 자기네 의약품 최저가격을 보장해 달라고 했을 때 “제가 최선을 다했다. 그러나 관철이 되지 않았다”고 포기하라는 차원에서 강조했습니다. 그래서 미국은 그 요구를 포기했습니다. 결과를 보십시오. 중요한 것은 한미 FTA 결과에서 우리 국익을 보호할 수 있었고 그들의 요구는 관철되지 않았다는 것입니다."[2]

## 같이 보기
- 한미 자유 무역 협정